# Prosenina sandemani
Prosenina sandemani är en tvåvingeart som beskrevs av Barraclough 1992. Prosenina sandemani ingår i släktet Prosenina och familjen parasitflugor. Inga underarter finns listade i Catalogue of Life.